# ГЕС Аппер-Синд II
ГЕС Аппер-Синд II – гідроелектростанція на північному заході Індії у штаті Джамму та Кашмір. Знаходячись після ГЕС Аппер-Сінд I (22,6 МВт), становить нижній ступінь каскаду на річці Синд-Налла, лівій притоці річки Джелам, котра в свою чергу є правою притокою Чинабу (впадає праворуч до Сатледжу, найбільшого лівого допливу Інду).
В межах проекту річку Синд-Налла перекрили невеликою водозабірною греблею довжиною 73 метра, яка відводить ресурс до прокладеної по правобережжю дериваційної траси довжиною біля 17 км. Вона включає ділянки тунелів, каналів та кульвертів, а приблизно за 5 км від початку на ній знаходиться балансуючий резервуар.
Крім того, на правій притоці Синд-Налла річці Wangath Nallah облаштували другий водозабір, від якого по лівобережжю прямує ще одна дериваційна траса довжиною 7 км, яка майже повністю складається із каналу та перекинутих на струмками водоводів. За 1,2 км від завершення розташований балансувальний резервуар, після якого йде прокладена в тунелі ділянка траси.
Після зустрічі обох дериваційних систем починаються два напірні водоводи довжиною біля 1 км, які спускаються по схилу до машинного залу, В останньому встановили три турбіни типу Френсіс потужністю по 35 МВт, які використовують напір від 216 до 232 метрів та повинні забезпечувати виробництво 309 млн кВт-год електроенергії на рік.
Відпрацьована вода по каналу довжиною 1,6 км відводиться до району впадіння Wangath Nallah у Синд-Налла.
В 2009 році під час дощів виявилась зруйнованою протяжна ділянка каналу від Wangath Nallah, що змусило вивести з експлуатації одну турбіну.